# Américo Bairral
Américo Firmino Machado (Itapira, 1º de novembro de 1884 - 16 de outubro de 1931) foi um líder espírita brasileiro. Também conhecido por Américo Bairral, foi o idealizador de um sanatório em sua cidade natal
, sanatório este que poucos anos após sua morte seria inaugurado levando seu nome.

## Biografia
Natural de Itapira, no Estado de São Paulo, era filho do casal João Gonçalves Bairral e de Dona Joana Maria de Queirós; neto paterno de José Joaquim Gonçalves Bairral, português da vila de Rossas, município de Vieira do Minho, e de Brandina Maria de Souza, natural de Mogi-Mirim; neto materno de João Joaquim Machado e de Maria Angélica de Queirós, ambos naturais de Itapira. 
Américo abandonou o uso do sobrenome familiar Bairral devido aos preconceitos sociais que a família levava. Assim, passou a assinar Américo Firmino Machado. Tendo sido seminarista católico, decidiu por não seguir a carreira eclesiástica, vindo a se casar com Maria de Toledo (que em casada passou a assinar Maria Toledo Machado), conhecida por Dona "Lica". Trabalhou por longos anos como coletor fiscal Federal em Itapira.
Nascido em lar católico romano, onde se batizou, se casou, e também batizou os filhos; contudo, posteriormente que se interessou pela ciência espírita. Em 1914, foi um dos fundadores do Centro Espírita "Luiz Gonzaga" em sua cidade.
Desenvolveu vários trabalhos mediúnicos, principalmente relacionado a desobsessão, fluidoterapia, receituário mediúnico e fornecimento de medicamentos homeopáticos. 
Após a sua morte, foi construído aquele que viria a ser o maior hospital psiquiátrico da América Latina, homenageando-o sob o nome de "Fundação Espírita Américo Bairral", conhecido hoje como Instituto Bairral de Psiquiatria.